# 76 дней
76 дней (англ. 76 Days) — китайско-американский документальный фильм 2020 года, снятый Хао Ву, Вэйси Чэнем и неизвестным третьим лицом. Действие фильма происходит в первые дни пандемии COVID-19. В нём показаны борьба и человеческая стойкость в битве за выживание в условиях распространения болезни в Ухане, Китай. 
Мировая премьера фильма состоялась 14 сентября 2020 года на Международном кинофестивале в Торонто и получила признание критиков. Фильм был выпущен в США 4 декабря 2020 года компанией MTV Documentary Films. Фильм вошёл в шорт-лист 93-й церемонии вручения премии «Оскар» в категории «Лучший документальный фильм». Фильм получил премию «Эмми» в области творческого искусства 2021 года за исключительные заслуги в области документального кино, став первой победой «Эмми» для телеканала Pluto TV, который выпустил фильм в эфир в конце 2020 года.

## Производство
Производство началось в Ухане в феврале 2020 года, вскоре после начала карантина (локдауна) в городе в четырёх разных больницах. Оно продолжалось в ходе постепенного восстановления порядка и завершилось после официального снятия карантина 8 апреля.
Во время карантина доступ в больницы был разрешён только пациентам, медицинским работникам и журналистам. В некоторые из наиболее пострадавших больниц допускаются только репортёры и съёмочные группы, прошедшие тщательную проверку властями. Однако строгий контроль не применялся одинаково во всех больницах и на протяжении всего периода изоляции. В начале карантина, когда ситуация была ужасной и хаотичной, а также ощущалась острая нехватка медицинских принадлежностей, многие больницы на самом деле приветствовали освещение в СМИ, для того чтобы они могли найти помощь. Некоторые медицинские бригады, отправленные из других районов Китая для поддержки Уханя, также согласились на съёмку, отчасти из-за их желания задокументировать свои собственные кадры в этот исторический момент. 
Будучи продюсером и режиссёром, Ву нашёл двух своих сорежиссёров в середине февраля, когда искал материал для фильма о пандемии для американского канала. Оба начали снимать в Ухане ещё в начале февраля. Они сотрудничали, делясь ежедневными отснятыми материалами и обсуждая стратегии съёмок в интернете. Однако к концу марта ситуация в СМИ Китая, связанная с освещением событий вокруг COVID-19, существенно ужесточилась из-за растущей геополитической напряжённости, поэтому они решили прекратить сотрудничество с Ву. Затем он начал монтировать отснятый материал сорежиссёров, находясь на карантине в Атланте и после того, как американская сеть отказалась от проекта, над которым он работал. Ву обратился к ним обоим, как только закончил черновой монтаж. В конце концов они согласились сотрудничать с ним, чтобы закончить фильм.
Как и работники здравоохранения в этом фильме, сорежиссёры Чэнь Вэйси и Аноним были вынуждены каждый день надевать средства индивидуальной защиты, которые было очень неудобно носить, в них было трудно дышать, и порой их тошнило. Оказавшись в зоне заражения, они должны были оставаться там часами, без перерывов на посещение туалета, как врачи и медсёстры. Каждый вечер после съёмок они проходили тщательный ритуал дезинфекции и возвращались отдыхать одни в гостиницы, предназначенные для работников «передовой». Они описали своё существование во время карантина как изнурительное как в физическом, так и в эмоциональном плане.

## Показ
Мировая премьера фильма состоялась 14 сентября 2020 года на Международном кинофестивале в Торонто. Вскоре после этого компания MTV Documentary Films приобрела права на распространение фильма в США. Он также был показан на фестивале AFI Fest 16 октября 2020 года и стал фильмом открытия кинофестиваля Double Exposure 14 октября 2020 года. Он был выпущен в Соединённых Штатах 4 декабря 2020 года.

## Критика
На сайте-агрегаторе рецензий Rotten Tomatoes фильм имеет рейтинг одобрения 100% на основе 98 рецензий со средней оценкой 8,1/10. Консенсус сайта гласит: «Суровый, поверхностный рассказ о жизни в больнице в Ухане в первые дни пандемии COVID-19, «76 дней» — это захватывающий и мощный документальный фильм, а также удивительно успокаивающий портрет человечности». На Metacritic фильм имеет средневзвешенный балл 84 из 100, основанный на мнении 23 критиков, что указывает на «всеобщее признание».

### Награды
- 2020 Премия Пибоди[21]
- 2021 Премия «Эмми» в области творческого искусства[англ.][22]